# Bob Dorough
Bob Dorough (12. prosince 1923 Cherry Hill, Arkansas – 23. dubna 2018) byl americký jazzový klavírista a zpěvák. Vyrůstal v Texasu a během druhé světové války hrál ve vojenské kapele. Po konci války studoval na University of North Texas College of Music. V polovině padesátých let nahrával se zpěvačkou Blossom Dearie. Spolu s Benem Tuckerem je autorem písně „Comin' Home Baby!“, kterou později nahráli například Mel Tormé nebo Michael Bublé. Během své kariéry spolupracoval s mnoha hudebníky, mezi které patří Miles Davis, Buddy Banks, Harold Danko a Sam Most. V roce 2007 zpíval v několika písních z alba Obligatory Villagers zpěvačky Nellie McKay.